# 索勒 (杜省)
索勒（法語：Saules，法語發音：[sol]）是法国杜省的一个市镇，位于该省中部偏西，属于贝桑松区。

## 地理
索勒（47°7'24"N, 6°11'56"E）面积7.64 平方千米，位于法国勃艮第-弗朗什-孔泰大區杜省，该省份为法国东部内陆省份，北起上索恩省，西接汝拉省，东部及东南部与瑞士接壤，东北部与贝尔福地区省接壤。
与索勒接壤的市镇（或旧市镇、城区）包括：迪尔讷、吉扬迪尔讷、蒙热苏瓦、埃塔朗、奥尔南。
索勒的时区为UTC+01:00、UTC+02:00（夏令时）。

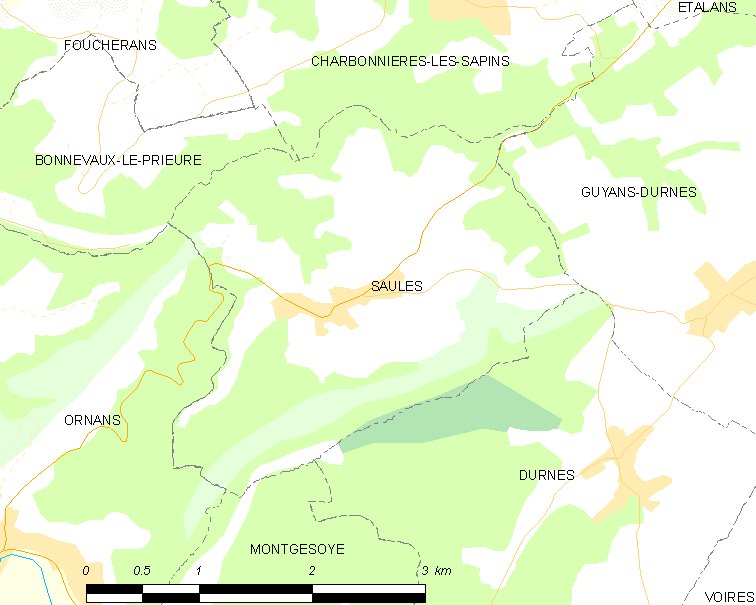
索勒的OSM定位图

## 行政
索勒的邮政编码为25580，INSEE市镇编码为25535。

## 政治
索勒所属的省级选区为奥尔南县。

## 交通
杜省省道D392线和D492线在境内交汇。

## 人口

1962-2008年间索勒人口变化图示

索勒于2022年1月1日时的人口数量为232人。